# Mousa Dembélé
Moussa Sidi Yayafinco Dembélé (Antuérpia, 16 de julho de 1987) é um ex-futebolista belga que atuava como meio-campista.
Foi eleito o 91º melhor jogador do ano de 2012, em eleição feita pelo jornal britânico The Guardian.

## Carreira

### Início
Belga de origens africanas (filho de pai camaronês e mãe belga), Dembélé foi formado nas categorias de base do Germinal Beerschot, do seu país natal. Após passagem de apenas uma temporada pelo Willem II, o jogador chegou ao AZ Alkmaar, onde foi campeão da Eredivisie de 2008–09. Conquistou também a Supercopa dos Países Baixos.

### Fulham
No dia 18 de agosto de 2010, foi contratado por três anos pelo Fulham, de Londres, pelo valor de cinco milhões de libras. Contratado pelo clube londrino como atacante, Dembélé passou a atuar como um meia ofensivo e, com uma técnica refinada e bom passe, rapidamente passou a destacar-se e tornou-se titular da equipe. O auge de sua passagem pelos Cottaggers foi na temporada 2011–12, onde atuou em 36 dos 38 jogos pela Premier League.

### Tottenham
Na janela de transferências seguinte, despertou então o interesse do Tottenham, que o contratou por cerca de 19 milhões de euros no dia 29 de agosto de 2012. Peça fundamental na equipe, foi considerado pelo técnico Mauricio Pochettino como um dos melhores jogadores com quem ele já trabalhou.

### Guangzhou R&F
Sofrendo bastante com lesões na temporada, Dembélé confirmou sua ida para o Guangzhou R&F em 17 de janeiro de 2019. A negociação com o clube chinês girou em torno de 12 milhões de euros.

## Seleção Nacional
Dembélé fez sua primeira aparição na Seleção Belga em 20 de maio de 2006, contra a Eslováquia, substituindo o companheiro Luigi Pieroni. O meia marcou seu primeiro gol no dia 11 de outubro, selando uma vitória por 3 a 0 contra o Azerbaijão. Dembélé participou dos Jogos Olímpicos de Verão de 2008 e teve participação destacada, sendo fundamental na vitória da Bélgica por 3 a 2 sobre a Itália nas quartas-de-final, marcando dois gols, incluindo o da vitória. Na sequência, a Bélgica acabou perdendo para a Nigéria nas semifinais e para o Brasil na disputa do terceiro lugar. Dembélé atuou em todos os seis jogos da Bélgica na competição.

### Gols
| #  | Data                  | Estádio                                          | Adversário           | Gol | Final | Competição                          |
| -- | --------------------- | ------------------------------------------------ | -------------------- | --- | ----- | ----------------------------------- |
| 1. | 11 de outubro de 2006 | Constant Vanden Stock Stadium, Bruxelas, Bélgica | Azerbaijão           | 3–0 | 3–0   | Eliminatória Europeias 2008         |
| 2. | 22 de agosto de 2007  | Estádio Rei Baudouin, Bruxelas, Bélgica          | Sérvia               | 1–0 | 3–2   | Eliminatória Europeias 2008         |
| 3. | 22 de agosto de 2007  | Estádio Rei Baudouin, Bruxelas, Bélgica          | Sérvia               | 3–1 | 3–2   | Eliminatória Europeias 2008         |
| 4. | 17 de outubro de 2007 | Estádio Rei Baudouin, Bruxelas, Bélgica          | Armênia              | 2–0 | 3–0   | Eliminatória Europeias 2008         |
| 5. | 28 de março de 2009   | Cristal Arena, Genk, Bélgica                     | Bósnia e Herzegovina | 1–1 | 2–4   | Eliminatórias da Copa do Mundo 2010 |

## Títulos
- Eredivisie: 2008–09
- Supercopa dos Países Baixos: 2009

### Prêmios individuais
- 91º melhor jogador do ano de 2012 (The Guardian)[9]